# Neaera atra
Neaera atra är en tvåvingeart som beskrevs av Robineau-desvoidy 1850. Neaera atra ingår i släktet Neaera och familjen parasitflugor. Inga underarter finns listade i Catalogue of Life.